# Olga Igorewna Fomina
Olga Igorewna Fomina, geborene Tschernoiwanenko (russisch Ольга Игоревна Фомина (Черноиваненко); englisch Olga Fomina (Chernoivanenko); * 17. April 1989 in Kuibyschew, Russische SFSR, Sowjetunion) ist eine russische Handballspielerin.

## Leben
Fomina spielte ab dem Jahr 2003 beim russischen Verein GK Lada Toljatti. Mit den Jugendmannschaften von Lada gewann sie mehrere russische Meistertitel. Später wurde die Außenspielerin in den Kader der Damenmannschaft aufgenommen. Mit Lada gewann sie 2008 die russische Meisterschaft. Auf europäischer Ebene stand Fomina im Jahr 2007 im Finale der EHF Champions League und gewann 2012 sowie 2014 den EHF-Pokal. Im Sommer 2014 schloss sie sich dem mazedonischen Verein ŽRK Vardar SCBT an. Mit Vardar gewann sie 2015 und 2016 die mazedonische Meisterschaft sowie 2015 und 2016 den mazedonischen Pokal. 2016 unterschrieb sie einen Vertrag beim russischen Erstligisten GK Rostow am Don. Mit Rostow gewann sie 2017 den EHF-Pokal sowie die russische Meisterschaft. Im Sommer 2017 verließ sie GK Rostow am Don. Nachdem Fomina ein Kind zur Welt gebracht hatte, stieg sie am Jahresanfang 2019 mit dem Training bei GK Lada Toljatti ein.
Fomina gehört dem Aufgebot der russischen Nationalmannschaft an. Mit Russland nahm sie an der Handball-EM 2010 teil. Weiterhin nahm sie an der Handball-WM 2011 teil. Im Sommer 2012 nahm sie an den Olympischen Spielen in London teil. Bei der Weltmeisterschaft 2019 gewann sie mit der russischen Auswahl die Bronzemedaille. Ein Jahr später belegte sie bei der Europameisterschaft den fünften Platz. Fomina erzielte im Turnierverlauf insgesamt zwölf Treffer. Mit der russischen Auswahl gewann sie die Silbermedaille bei den Olympischen Spielen in Tokio. Fomina erzielte im Turnierverlauf insgesamt sechs Treffer.